# Сан-Хуан-де-План
Сан-Хуан-де-План (ісп. San Juan de Plan, араг. San Chuan de Plan) — муніципалітет в Іспанії, у складі автономної спільноти Арагон, у провінції Уеска. Населення — 153 особи (2009).
Муніципалітет розташований на відстані близько 410 км на північний схід від Мадрида, 80 км на північний схід від Уески.

## Демографія
Динаміка населення (INE ):